# Katastrofa promu Sewol

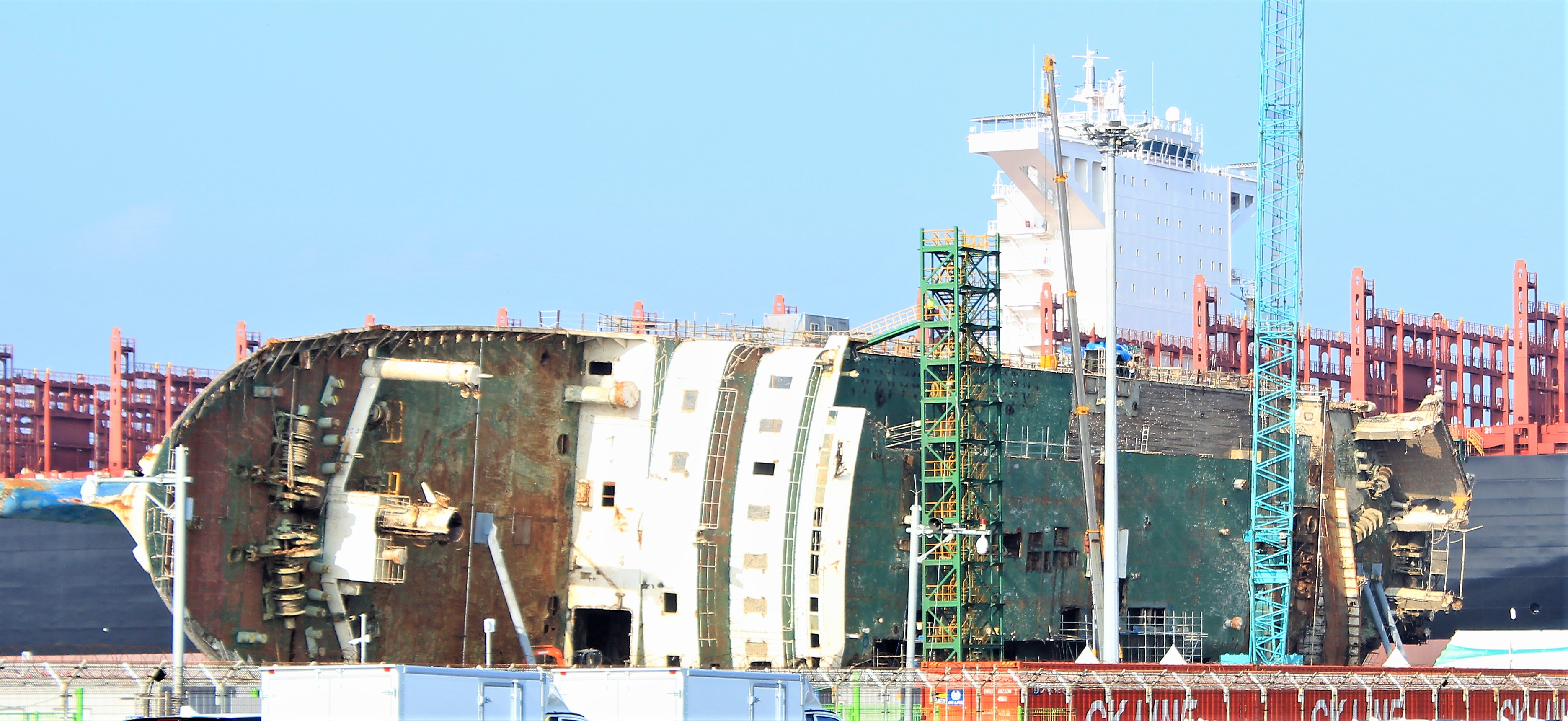
Prom „Sewol” w porcie w Mokpo po podniesieniu

Katastrofa promu „Sewol” – katastrofa morska, która miała miejsce 16 kwietnia 2014 roku u wybrzeży Korei Południowej. W wyniku zatonięcia promu pasażerskiego, śmierć poniosło 306 osób, w tym 2 ratowników, a 172 osoby zostały ranne.

## Pasażerowie i załoga
Wśród 476 pasażerów i członków załogi byli uczniowie szkoły średniej Danwon z Ansan, którzy płynęli w ramach szkolnej wycieczki na położoną w Cieśninie Koreańskiej wyspę Czedżu. Kapitanem statku był 69-letni Lee Joon-seok, który dowodził statkiem w ramach zastępstwa.

## Przebieg wydarzeń
Prom „Sewol” wypłynął z Inczon we wtorek 15 kwietnia 2014 roku, o godzinie 21:00.
Prom MV „Sewol”, płynący z Inczon do Czedżu, wywrócił się do góry dnem podczas zwrotu o 45° w prawo. Przypuszcza się, że pod wpływem nagłego manewru przesunął się ładunek na pokładzie, pozbawiając jednostkę stateczności. Doszło do przechylenia na burtę, a następnie zatonięcia statku. Okręt przewrócił się kompletnie około godziny 10:39, nad wodą pozostawała wtedy tylko rufa.
Podczas katastrofy wielu pasażerów kontaktowało się ze swoimi bliskimi, ostatnia wiadomość została wysłana o 10:17.
Utrata stateczności i zatonięcie jest prawdopodobnie kolejnym przykładem zadziałania efektu powierzchni swobodnej.

### Akcja ratunkowa
Pierwszy telefon na numer ratunkowy wykonał jeden z uczniów o godzinie 8:52, a pierwszy statek ratunkowy wysłano z Mokpo o 8:58. Podczas oczekiwania na ewakuację załoga promu spożywała alkohol, a pasażerom nakazano pozostanie w kajutach. 
Pierwsza jednostka ratunkowa przybyła na miejsce około godziny 9:30. Ratownicy przez kilka minut nadawali komunikaty wzywające do opuszczenia promu, a około 9:38 spuścili na wodę ponton, na którym ratownicy podpłynęli do statku. Kapitan Lee Joon-seok i większość załogi jako pierwsi ewakuowali się ze statku, pozostawiając na miejscu jednego z młodszych oficerów i kilku członków załogi, z których przynajmniej 3 zginęło, ratując pasażerów. Wśród zmarłych członków załogi była para narzeczonych – Jung Hyun-seon i Kim Ki-Woong oraz najmłodszy członek załogi – Park Ji-young, która oddała swoją kamizelkę ratunkową jednej z pasażerek. 
Ratownicy nie podejmowali prób wejścia do wnętrza promu, ratując tylko tych pasażerów, którzy wskoczyli wcześniej do wody lub dotarli na górny pokład.
W akcji ratunkowej brało udział 87 jednostek wodnych i 18 samolotów. 17 kwietnia 2014 roku w akcję ratunkową zaangażowanych było aż 555 płetwonurków, w tym żołnierze koreańskiej Marynarki Wojennej, straż przybrzeżna oraz cywilni ochotnicy i firmy prywatne. Straż przybrzeżna była później oskarżana o to, że zakazała nurkom Marynarki Wojennej zejścia pod wodę, oczekując przybycia nurków z przedsiębiorstwa Undine Marine Industries. 18 kwietnia na miejsce katastrofy przybył żuraw pływający. Poza tym w akcji brał także udział amerykański okręt USS Bonhomme Richard, na miejsce wysłano również okręt USNS Safeguard.
Według przedstawiciela służb ratunkowych woda w miejscu, gdzie doszło do wypadku, miała temperaturę około 12 stopni Celsjusza. Była na tyle zimna, by spowodować hipotermię po przebywaniu w niej od 1,5 godziny do 2 godzin. Wielu zaginionych odnaleziono w zatopionym wraku. Akcję poszukiwawczą utrudniały wysokie ciśnienie panujące pod wodą, prądy morskie, pogoda oraz same rozmiary statku. Do 25 kwietnia, jak stwierdził dowódca akcji ratunkowej kapitan Kim Jin-hwang, nurkowie przeszukali już wszystkie miejsca, które były stosunkowo łatwo dostępne.

## Następstwa
W kwietniu 2014 roku w mediach społecznościowych pojawiły się wpisy wzywające do wyrażania nadziei za pomocą żółtych wstążek na uratowanie kolejnych pasażerów uwięzionych na promie. W akcję zaangażował się m.in. papież Franciszek oraz wielu celebrytów.
W czerwcu 2014 roku rozpoczął się proces 15 członków załogi promu. Kapitan promu został skazany na 36 lat więzienia, a inni oficerowie zostali skazani na kary 15 i 20 lat więzienia. Starszy mechanik promu został skazany na 30 lat więzienia za pozostawienie na statku dwóch rannych współpracowników. Po protestach rodzin ofiar, sąd apelacyjny zmienił kwalifikację czynu na morderstwo oraz podwyższył wyrok kapitanowi Lee na dożywocie. Pozostałym członkom załogi wyroki zostały obniżone do od 12 miesięcy do 18 lat, a starszemu mechanikowi wyrok zmieniono na 10 lat więzienia.
Yoo Byung-eun, prezes firmy będącej właścicielem promu, po katastrofie ukrywał się przed organami ścigania, w czerwcu 2014 roku jego ciało odnaleziono na polu w Suncheon.
Niedługo po zatonięciu promu samobójstwo popełnił 52–letni Kang Min Kyu – wicedyrektor szkoły do której uczęszczali uczniowie, którzy zginęli w katastrofie i jedna z pierwszych osób, która została uratowana z tonącego statku.